# Spio unidentata
Spio unidentata är en ringmaskart som beskrevs av Chlebovitsch 1959. Spio unidentata ingår i släktet Spio och familjen Spionidae. Inga underarter finns listade i Catalogue of Life.